# Couma guianensis
Couma guianensis, popularmente conhecido como sorva e sorveira, é uma árvore da família das apocináceas. Habita a floresta úmida. Os frutos, também chamados "sorvas", são pequenas bagas comestíveis. O látex é amargo e não comestível.

## Etimologia
"Sorva" é originário do latim sorba.

## Ocorrência
A espécie é nativa, mas não endêmica do Brasil, com distribuição confirmada nos estados do Amazonas, Amapá, Pará, Rondônia (Norte) e Mato Grosso (Centro-Oeste). Está associada aos domínios fitogeográficos da Amazônia, ocorrendo principalmente em Florestas de Terra Firme e Florestas Ombrófilas (Pluviais).